# El amor brujo (película de 1986)
El amor brujo es una película de cine española, dirigida por Carlos Saura en el año 1986. Es la tercera parte de la trilogía sobre el flamenco de este director. 
Se trata de una versión basada en el ballet El amor brujo de Manuel de Falla. Existen dos versiones cinematográficas más con idéntico nombre: la de 1949 de Antonio Román y la de 1967 de Francisco Rovira Beleta en la que además participan varios de los mismos intérpretes que en esta versión.

## Argumento
Trata de una gitana a la que se le aparece el espectro de su amante para atormentarla y no dejar que ningún otro varón se le acerque.

## Reparto
| Actor                 | Personaje                           | Notas                                |
| --------------------- | ----------------------------------- | ------------------------------------ |
| Antonio Gades         | Carmelo                             |                                      |
| Cristina Hoyos        | Candela                             |                                      |
| Laura del Sol         | Lucía                               |                                      |
| Juan Antonio Jiménez  | José                                | Acreditado como Juan Antonio Jiménez |
| Emma Penella          | Tía Rosario                         |                                      |
| La Polaca             | Pastora                             |                                      |
| Gómez de Jerez        | El Lobo / Cantaor                   | Acreditado como Gómez de Jerez       |
| Enrique Ortega        | Padre de José                       |                                      |
| Diego Pantoja         | Padre de Candela                    |                                      |
| Giovana               | Rocío                               |                                      |
| Maria Campano         |                                     | Acreditado como Mari Campano         |
| Candy Román           | Chulo                               | Acreditada como Candy Roman          |
| Enrique Pantoja       |                                     |                                      |
| Manolo Sevilla        | Cantaor                             |                                      |
| Antonio Solera        | Guitarrista                         |                                      |
| Manuel Rodríguez      | Guitarrista                         | Acreditado como Manuel Rodríguez     |
| Juan Manuel Roldán    | Guitarrista                         | Acreditado como Juan Manuel Roldan   |
| José Luis Luna        | Bailarín                            | Acreditado como José Luis Luna Tauro |
| Juan Alba             | Bailarín                            |                                      |
| Antonio Quintana      | Bailarín                            |                                      |
| José Benítez          | Bailarín                            | Acreditado como Jose Antonio Benítez |
| Carmen Villa          | Bailarina                           |                                      |
| Rocío Navarrete       | Bailarina                           |                                      |
| María Fernanda        | Bailarina                           | Acreditada como Maria Fernanda       |
| Stella Arauzo         | Bailarina                           |                                      |
| Yolanda Gaviño        | Bailarina                           |                                      |
| María José Gaviño     | Bailarina (as Mª Jose Gavino)       |                                      |
| Blanca Navarro        | Bailarina                           |                                      |
| Inma Adánez           | Bailarina (as Inma Adanez)          |                                      |
| Esperanza Galán       | Bailarina (as Esperanza Galan)      |                                      |
| Manuela Ortega        | 2º. Ballet                          |                                      |
| Aurora Losada         | 2º. Ballet                          |                                      |
| Selina Amador         | 2º. Ballet                          |                                      |
| Carolina Becerra      | 2º. Ballet                          |                                      |
| Esperanza Becerra     | 2º. Ballet                          |                                      |
| Margarita Becerra     | 2º. Ballet                          |                                      |
| Victoria Bonis        | 2º. Ballet                          |                                      |
| Soledad Capa          | 2º. Ballet                          |                                      |
| María Jesús Carbajosa | 2º. Ballet (as M.ª Jesus Carbajosa) |                                      |
| Nuria Castejón        | 2º. Ballet (as Nuria Castejón)      |                                      |
| Chari Castro          | 2º. Ballet                          |                                      |
| María Celsa           | 2º. Ballet (as Maria Celsa)         |                                      |
| Silvia de la Rosa     | 2º. Ballet                          |                                      |
| Esperanza de la Torre | 2º. Ballet                          |                                      |
| Juana González        | 2º. Ballet (as Juana González)      |                                      |
| Ángela Granados       | 2º. Ballet (as Angela Granados)     |                                      |
| Julia Guzmán          | 2º. Ballet                          |                                      |
| Amparo Heredia        | 2º. Ballet                          |                                      |
| Carmen Heredia        | 2º. Ballet                          |                                      |
| Irene Karpow          | 2º. Ballet                          |                                      |
| Manuela Lago          | 2º. Ballet                          |                                      |
| Adoración López       | 2º. Ballet                          | Acreditada como Adoración Lopez      |
| Elena Llauradó        | 2º. Ballet                          | Acreditada como Elena Llaurado       |
| Encarnación Mayo      | 2º. Ballet                          | Acreditada como Encarnacion Mayo     |
| Paloma Moraleda       | 2º. Ballet                          |                                      |
| Maribel Moreno        | 2º. Ballet                          |                                      |
| Ritama Muñoz          | 2º. Ballet                          |                                      |
| Lola Núñez            | 2º. Ballet                          | Acreditada como Lola Nuñez           |
| Isabel Olavide        | 2º. Ballet                          |                                      |
| Carmen Osado          | 2º. Ballet                          |                                      |
| María Pagés           | 2º. Ballet                          | Acreditada como Maria Jesus Pages    |
| Manoli Ruiz           | 2º. Ballet                          |                                      |
| Raquel Terrados       | 2º. Ballet                          |                                      |
| Ricardo Castro        | 2º. Ballet                          |                                      |
| Luis Fernando         | 2º. Ballet                          |                                      |
| Alberto López         | 2º. Ballet                          | Acreditada como Alberto López        |
| Diego Llori           | 2º. Ballet                          |                                      |
| Fernando Romero       | 2º. Ballet                          |                                      |
| Antonio Reyes         | 2º. Ballet                          |                                      |
| Rafael Torres         | 2º. Ballet                          |                                      |
| Carlos Vilán          | 2º. Ballet                          | Acreditada como Carlos Vilan         |
| Fernando Villalobos   | 2º. Ballet                          |                                      |
| Silvia Aguilar        | Silvia Aguilar                      |                                      |
| Raquel Alarcón        | Raquel Alarcón                      |                                      |
| José María Castro     | José María Castro                   |                                      |
| David de la Rosa      | David de la Rosa                    |                                      |
| Débora Díaz           | Débora Díaz                         |                                      |
| Sara Morales          | Sara Morales                        |                                      |
| Susana Sánchez        | Susana Sánchez                      |                                      |

## Comentarios
- El amor, el baile y la muerte son las tres claves de la obra.
- Banda sonora original: Manuel de Falla, interpretada por Rocío Jurado y la Orquesta Nacional de España, dirigida por Jesús López Cobos.

## Premios
| Año  | Premio                                | Categoría                                           | Resultado |
| ---- | ------------------------------------- | --------------------------------------------------- | --------- |
| 1987 | Premio Goya                           | Mejor Fotografía (Teodoro Escamilla y Emilio Bujez) | Ganador   |
| 1987 | Premio Goya                           | Mejor Diseño de Vestuario (Gerardo Vera)            | Ganador   |
| 1987 | Premio Goya                           | Mejor Montaje (Pedro del Rey)                       | Nominada  |
| 1987 | Festival de Cine Fantástico de Oporto | Mejor Película                                      | Nominada  |